# Robert-Joseph Coffy
Robert-Joseph Coffy (Le Biot, 24 ottobre 1920 – Saint-Zacharie, 15 luglio 1995) è stato un cardinale e arcivescovo cattolico francese.

## Biografia
Nacque a Le Biot il 24 ottobre 1920, figlio di un falegname.
Papa Giovanni Paolo II lo elevò al rango di cardinale nel concistoro del 28 giugno 1991.
Morì il 15 luglio 1995 all'età di 74 anni.

## Genealogia episcopale e successione apostolica
La genealogia episcopale è:
- Cardinale Scipione Rebiba
- Cardinale Giulio Antonio Santori
- Cardinale Girolamo Bernerio, O.P.
- Arcivescovo Galeazzo Sanvitale
- Cardinale Ludovico Ludovisi
- Cardinale Luigi Caetani
- Cardinale Ulderico Carpegna
- Cardinale Paluzzo Paluzzi Altieri degli Albertoni
- Papa Benedetto XIII
- Papa Benedetto XIV
- Papa Clemente XIII
- Cardinale Marcantonio Colonna
- Cardinale Giacinto Sigismondo Gerdil, B.
- Cardinale Giulio Maria della Somaglia
- Cardinale Carlo Odescalchi, S.I.
- Vescovo Eugène de Mazenod, O.M.I.
- Cardinale Joseph Hippolyte Guibert, O.M.I.
- Cardinale François-Marie-Benjamin Richard de la Vergne
- Vescovo Marie-Prosper-Adolphe de Bonfils
- Cardinale Louis-Ernest Dubois
- Arcivescovo Jean-Arthur Chollet
- Arcivescovo Héctor Raphaël Quilliet
- Vescovo Charles-Albert-Joseph Lecomte
- Cardinale Achille Liénart
- Vescovo Jean-Baptiste-Étienne Sauvage
- Cardinale Robert-Joseph Coffy

La successione apostolica è:
- Arcivescovo Georges Paul Pontier (1988)
- Cardinale Jean-Pierre Ricard (1993)